# Когсвелл (Північна Дакота)
Когсвелл (англ. Cogswell) — місто (англ. city) в США, в окрузі Сарджент штату Північна Дакота. Населення — 73 особи (2020).

## Географія
Когсвелл розташований за координатами 46°6′25″ пн. ш. 97°47′4″ зх. д. / 46.10694° пн. ш. 97.78444° зх. д. (46.106865, -97.784441).  За даними Бюро перепису населення США в 2010 році місто мало площу 0,86 км², уся площа — суходіл.

## Демографія
Згідно з переписом 2010 року, у місті мешкало 99 осіб у 50 домогосподарствах у складі 30 родин. Густота населення становила 114 осіб/км².  Було 73 помешкання (84/км²).
Расовий склад населення:
| - 94,9 % — білих - 5,1 % — корінних американців |

До двох чи більше рас належало 0,0 %. Частка іспаномовних становила 0,0 % від усіх жителів.
За віковим діапазоном населення розподілялося таким чином: 14,1 % — особи молодші 18 років, 68,7 % — особи у віці 18—64 років, 17,2 % — особи у віці 65 років та старші. Медіана віку мешканця становила 52,1 року. На 100 осіб жіночої статі у місті припадало 135,7 чоловіків;  на 100 жінок у віці від 18 років та старших — 136,1 чоловіків також старших 18 років.
Середній дохід на одне домашнє господарство  становив 41 008 доларів США (медіана — 33 750), а середній дохід на одну сім'ю — 48 309 доларів (медіана — 55 625). Медіана доходів становила 32 188 доларів для чоловіків та 36 000 доларів для жінок. За межею бідності перебувало 5,1 % осіб, у тому числі 0,0 % дітей у віці до 18 років та 4,0 % осіб у віці 65 років та старших.
Цивільне працевлаштоване населення становило 37 осіб. Основні галузі зайнятості: виробництво — 40,5 %, освіта, охорона здоров'я та соціальна допомога — 21,6 %, будівництво — 16,2 %, роздрібна торгівля — 10,8 %.